# Jan Krugier
 (avril 2022).
La mise en forme du texte ne suit pas les recommandations de Wikipédia : il faut le « wikifier ».
Les points d'amélioration suivants sont les cas les plus fréquents. Le détail des points à revoir est peut-être précisé sur la page de discussion.
- Les titres sont pré-formatés par le logiciel. Ils ne sont ni en capitales, ni en gras.
- Le texte ne doit pas être écrit en capitales (les noms de famille non plus), ni en gras, ni en italique, ni en « petit »…
- Le gras n'est utilisé que pour surligner le titre de l'article dans l'introduction, une seule fois.
- L'italique est rarement utilisé : mots en langue étrangère, titres d'œuvres, noms de bateaux, etc.
- Les citations ne sont pas en italique mais en corps de texte normal. Elles sont entourées par des guillemets français : « et ».
- Les listes à puces sont à éviter, des paragraphes rédigés étant largement préférés. Les tableaux sont à réserver à la présentation de données structurées (résultats, etc.).
- Les appels de note de bas de page (petits chiffres en exposant, introduits par l'outil «  Source ») sont à placer entre la fin de phrase et le point final[comme ça].
- Les liens internes (vers d'autres articles de Wikipédia) sont à choisir avec parcimonie. Créez des liens vers des articles approfondissant le sujet. Les termes génériques sans rapport avec le sujet sont à éviter, ainsi que les répétitions de liens vers un même terme.
- Les liens externes sont à placer uniquement dans une section « Liens externes », à la fin de l'article. Ces liens sont à choisir avec parcimonie suivant les règles définies. Si un lien sert de source à l'article, son insertion dans le texte est à faire par les notes de bas de page.
- La présentation des références doit suivre les conventions bibliographiques. Il est recommandé d'utiliser les modèles {{Ouvrage}}, {{Chapitre}}, {{Article}}, {{Lien web}} et/ou {{Bibliographie}}. Le mode d'édition visuel peut mettre en forme automatiquement les références.
- Insérer une infobox (cadre d'informations à droite) n'est pas obligatoire pour parachever la mise en page.

Pour une aide détaillée, merci de consulter Aide:Wikification.
Si vous pensez que ces points ont été résolus, vous pouvez retirer ce bandeau et améliorer la mise en forme d'un autre article.
Janick « Jan » Krugier (né le 12 mai 1928 à Radom en Pologne et décédé le 16 novembre 2008 à Genève en Suisse) est un marchand d'art moderne suisse d'origine polonaise, connu pour sa relation avec les œuvres de Pablo Picasso (1881-1973) et survivant de l'Holocauste.

## Biographie
Krugier a été élevé par son père (sa mère est décédée quand il avait cinq ans), qui gagnait sa vie en représentant des sociétés minières mais dont la passion était l'art français. À la maison, se souvient le marchand, il y avait « de mauvais impressionnistes, beaucoup d'Utrillos ».
Pendant la Seconde Guerre mondiale, il a servi en tant que membre de la résistance polonaise, a été capturé puis envoyé à Auschwitz. Après la fin du conflit, Krugier a étudié l'art avec le peintre Johannes Itten (1888-1967). Il s'installe ensuite à Paris en 1947 afin de peindre mais abandonne son rêve de carrière artistique pour ouvrir une galerie. Le galeriste attribuera plus tard sa décision au fait d'avoir été poussé dans cette direction par les artistes Alberto Giacometti (1901-1966) et Henri Matisse (1869-1954). C'est en 1966 à Genève qu'il a finalement réalisé cet objectif et ouvert son espace inaugural. « Krugier » a été le premier galeriste à organiser une exposition de l'œuvre de Pablo Picasso après la mort de l'artiste en 1973.

## Marchand d'art
Krugier fut le marchand exclusif des œuvres de Pablo Picasso héritées par sa petite-fille Marina Picasso (née en 1950) et des œuvres de Joaquín Torres García provenant de la collection de ses petits-enfants. Il a également entretenu des liens commerciaux étroits avec les artistes suisses Alberto Giacometti et Balthus. Sa galerie représentait également des œuvres de Francis Bacon, Balthus, Jean-Michel Basquiat, Pierre Bonnard, Georges Braque, Alexander Calder, Paul Cézanne, Marc Chagall, Edgar Degas, Eugène Delacroix, Jean Dubuffet, Max Ernst, Théodore Géricault, Alberto Giacometti, Philip Guston, Michel Haas, Victor Hugo, Paul Klee, Franz Kline, Wifredo Lam, Henri Matisse, Giorgio Morandi, Zoran Music, Odilon Redon, Germaine Richier, Georges Seurat, Paul Signac, Yves Tanguy, J. M.W. Turner et Édouard Vuillard, entre autres.
« Ce qui distinguait Krugier - qui était dans le métier depuis l'époque où il s'asseyait à la table d'un café avec Alberto Giacometti et Jean Dubuffet - c'était une capacité de résistance que ses concurrents ne partageaient pas ». « Il faisait partie d'une toute petite minorité - André Emmerich, Stephen Hahn, Klaus Perls, Eugene V. Thaw, Ernst Beyeler », déclare le marchand de dessins et de gravures new-yorkais David Tunick, citant des géants du métier de la génération de Krugier, tous retraités ou décédés. Et aucun d'entre eux n'a montré (ou vendu) la gamme de travaux qu'il a réalisés : Picasso, Cézanne, Klee, Giacometti et d'autres grands noms de la modernité, une sélection d'élite de contemporains, dont le peintre chinois Zao Wou-Ki, ainsi que des antiquités et de l'art tribal autrefois relégué dans la catégorie des « primitifs ». (On ne trouvait pas d'installations dans ses galeries, ni de vidéo, ni beaucoup de photographie) ».
Cependant, la dernière exposition de Krugier à la Fondation Dactyl, intitulée « Dialogues », présentait une installation de la dernière palette et de la dernière table à peindre utilisées par Picasso. Avant la clôture de l'exposition, il est « décédé à l'âge de 80 ans », ,,,. Le monde de l'art a perdu le dernier membre de la génération des connaisseurs-marchands de l'après-guerre. Krugier a rassemblé une importante collection privée d'œuvres d'art impressionnistes et modernes qui ont été vendues aux enchères par Christies à New York en 2013  et par Sotheby's à Londres en 2014.